# 三家店水利枢纽
三家店水利枢纽，也称三家店拦河闸。建于1957年，由清华大学受中共北京市委委托而设计，其中不乏创新，当年曾是“党的教育方针促进了高等学校的革命”的一个范例。
三家店拦河闸位于北京市门头沟三家店村永定河上，是永定河的第一座大型水利枢纽工程。三家店拦河闸共有17孔，全长大约243米，孔宽12米。上游设计校核水位109.35米，设计流量5000立方米／秒，校核流量7700立方米／秒。闸前为调节蓄水池，蓄水160万立方米。
2005年对三家店调节蓄水池清淤，清除污染底泥，建设源水净化工程，欲使官厅水库的河水到三家店后达到饮用水源地的标准。